# Kanton Lorris
Der Kanton Lorris ist seit 1790 ein französischer Wahlkreis im Arrondissement Montargis, im Département Loiret und in der Region Centre-Val de Loire; sein Hauptort ist Lorris.

## Gemeinden
Der Kanton besteht aus 38 Gemeinden mit insgesamt 27.348 Einwohnern (Stand: 1. Januar 2022) auf einer Gesamtfläche von 752,52 km²:
| Gemeinde                    | Einwohner 1. Januar 2022 | Fläche km² | Dichte Einw./km² | Code INSEE | Postleitzahl |
| --------------------------- | ------------------------ | ---------- | ---------------- | ---------- | ------------ |
| Aillant-sur-Milleron        | 374                      | 26,93      | 14               | 45002      | 45230        |
| Auvilliers-en-Gâtinais      | 335                      | 20,61      | 16               | 45017      | 45270        |
| Beauchamps-sur-Huillard     | 402                      | 18,09      | 22               | 45027      | 45270        |
| Bellegarde                  | 1.416                    | 4,93       | 287              | 45031      | 45270        |
| Chailly-en-Gâtinais         | 688                      | 18,37      | 37               | 45066      | 45260        |
| Chapelon                    | 250                      | 6,52       | 38               | 45078      | 45270        |
| Châtenoy                    | 424                      | 25,84      | 16               | 45084      | 45260        |
| Châtillon-Coligny           | 1.858                    | 25,53      | 73               | 45085      | 45230        |
| Cortrat                     | 82                       | 11,03      | 7                | 45105      | 45700        |
| Coudroy                     | 299                      | 14,73      | 20               | 45107      | 45260        |
| Dammarie-sur-Loing          | 460                      | 20,94      | 22               | 45121      | 45230        |
| Fréville-du-Gâtinais        | 178                      | 9,77       | 18               | 45150      | 45270        |
| La Chapelle-sur-Aveyron     | 623                      | 19,03      | 33               | 45077      | 45230        |
| La Cour-Marigny             | 367                      | 13,43      | 27               | 45112      | 45260        |
| Ladon                       | 1.394                    | 13,75      | 101              | 45178      | 45270        |
| Le Charme                   | 149                      | 13,82      | 11               | 45079      | 45230        |
| Lorris                      | 3.002                    | 44,91      | 67               | 45187      | 45260        |
| Mézières-en-Gâtinais        | 259                      | 9,86       | 26               | 45205      | 45270        |
| Montbouy                    | 727                      | 26,73      | 27               | 45210      | 45230        |
| Montcresson                 | 1.257                    | 21,00      | 60               | 45212      | 45700        |
| Montereau                   | 644                      | 50,12      | 13               | 45213      | 45260        |
| Moulon                      | 183                      | 9,40       | 19               | 45219      | 45270        |
| Nesploy                     | 368                      | 12,87      | 29               | 45223      | 45270        |
| Nogent-sur-Vernisson        | 2.571                    | 33,27      | 77               | 45229      | 45290        |
| Noyers                      | 743                      | 18,06      | 41               | 45230      | 45260        |
| Oussoy-en-Gâtinais          | 423                      | 23,23      | 18               | 45239      | 45290        |
| Ouzouer-des-Champs          | 279                      | 11,32      | 25               | 45242      | 45290        |
| Ouzouer-sous-Bellegarde     | 314                      | 11,57      | 27               | 45243      | 45270        |
| Presnoy                     | 256                      | 7,72       | 33               | 45256      | 45260        |
| Pressigny-les-Pins          | 530                      | 11,91      | 45               | 45257      | 45290        |
| Quiers-sur-Bézonde          | 1.165                    | 16,61      | 70               | 45259      | 45270        |
| Sainte-Geneviève-des-Bois   | 1.062                    | 40,74      | 26               | 45278      | 45230        |
| Saint-Hilaire-sur-Puiseaux  | 154                      | 11,34      | 14               | 45283      | 45700        |
| Saint-Maurice-sur-Aveyron   | 842                      | 53,76      | 16               | 45292      | 45230        |
| Thimory                     | 691                      | 12,37      | 56               | 45321      | 45260        |
| Varennes-Changy             | 1.483                    | 29,77      | 50               | 45332      | 45290        |
| Vieilles-Maisons-sur-Joudry | 621                      | 16,46      | 38               | 45334      | 45260        |
| Villemoutiers               | 475                      | 16,18      | 29               | 45339      | 45270        |
| Kanton Lorris               | 27.348                   | 752,52     | 36               | 4508       | –            |

Bis 2015 bestand der Kanton Lorris aus den 13 Gemeinden Chailly-en-Gâtinais, Coudroy, La Cour-Marigny, Lorris, Montereau, Noyers, Oussoy-en-Gâtinais, Ouzouer-des-Champs, Presnoy, Saint-Hilaire-sur-Puiseaux, Thimory, Varennes-Changy und Vieilles-Maisons-sur-Joudry. Sein Zuschnitt entsprach einer Fläche von 271,83 km2. Er besaß vor 2015 den INSEE-Code 4516.

## Bevölkerungsentwicklung
| 1962 | 1968 | 1975 | 1982 | 1990 | 1999 | 2006 | 2011 |
| ---- | ---- | ---- | ---- | ---- | ---- | ---- | ---- |
| 6091 | 6303 | 6387 | 6918 | 7484 | 8169 | 9238 | 9756 |